# Кубок мира по сноуборду
Ку́бок ми́ра по сноуборду (англ. FIS Snowboard World Cup) — серия крупнейших кубковых международных соревнований в мужском и женском сноуборде. Соревнования включают в себя выступления в поворотных (сноуборд-кросс, параллельный гигантский слалом, параллельный слалом и командная гонка в сноуборд-кроссе) и акробатических дисциплинах (биг-эйр, хафпайп и слоупстайл). Женщины выступают на Кубке мира во всех дисциплинах, кроме биг-эйра.
По результатам выступлений ведётся рейтинг спортсменов в отдельных дисциплинах. Обычно спортсмены выступают или в поворотных дисциплинах, или в акробатических, поэтому в сноуборде с 2010 года существуют три общих зачёта Кубка мира: общий зачёт в акробатических дисциплинах – AFU (в зачёт идут очки набранные в акробатических дисциплинах: биг-эйр (кроме женщин), слоупстайл, хафпайп), общий зачёт в сноуборд-кроссе – SBX (в зачёт идут очки набранные в сноуборд-кроссе), и общий зачёт Кубка мира в параллельных дисциплинах – PAR (в зачёт идут очки набранные в параллельном слаломе (сокр. ПСЛ) и параллельном гигантском слаломе (сокр. ПГС)). Результаты, достигнутые спортсменами в командных гонках, в общем зачёте Кубка мира не учитываются. Текущий лидер в общем зачёте выступает в жёлтой майке, а лидер в той или иной отдельной дисциплине — в оранжевой. Очки, набранные спортсменами на чемпионатах мира и Олимпийских играх, в Кубке мира не учитываются.
В конце сезона победителю в общем зачёте Кубка мира вручается сертификат, денежный приз и главный трофей соревнований — «Большой хрустальный глобус». Среди мужчин и женщин Кубок мира впервые стал проводиться с сезона 1994/1995.
До сезона 2000/2001 проводились соревнования в слаломе и гигантском слаломе, но после исключения гигантского слалома из программы Олимпийских игр (на зимней Олимпиаде-2002 был проведён параллельный гигантский слалом) соревнования по этим дисциплинам больше не проводились.
Этапы Кубка мира проводятся на горнолыжных курортах Европы (Альпы, Скандинавия, Пиренеи, Кавказ), Северной Америки (США и Канада), восточной Азии и на искусственно созданных рампах.
- Рекордсменами по числу побед в общем зачёте являются Джейси-Джей Андерсон из Канады (4 раза — 2001, 2002, 2003, 2004) и Карин Рюби из Франции (6 раз — 1996-98, 2001-03).
- По числу побед на отдельных этапах лидируют француз Матьё Боццетто (35) и француженка Карин Рюби (67).

## Система начисления очков за гонки
За каждую гонку, проведённую сноубордистом в Кубке мира, спортсмен получает определённое количество очков в зависимости от занятого места. Эти очки идут как в зачёт Кубка мира по соответствующей дисциплине, так и в общий зачёт Кубка мира (AFU, PAR или SBX).
| Места | 1    | 2   | 3   | 4   | 5   | 6   | 7   | 8   | 9   | 10  | 11  | 12  | 13  | 14  | 15  | 16  | 17  | 18  | 19  | 20  | 21  | 22 | 23 | 24 | 25 | 26 | 27 | 28 | 29 | 30 |
| Очки  | 1000 | 800 | 600 | 500 | 450 | 400 | 360 | 320 | 290 | 260 | 240 | 220 | 200 | 180 | 160 | 150 | 140 | 130 | 120 | 110 | 100 | 90 | 80 | 70 | 60 | 50 | 45 | 40 | 36 | 32 |

## Общий зачёт Кубка мира
- В сезоне 1994-95 Кубок мира разыгрывался в 3 дисциплинах: хафпайп, слалом, гигантский слалом. А вручалось 4 кубка: 3 «Малых Хрустальных глобуса» (в дисциплинах: хафпайп, слалом, гигантский слалом) и «Большой Хрустальный глобус» в слаломных дисциплинах (очки в гигантском слаломе + очки в слаломе);
- В сезоне 1995-96 был впервые разыгран «Большой Хрустальный глобус» в Общем зачёте Кубка мира, то есть считались очки набранные в слаломных дисциплинах + очки, набранные в хафпайпе. Также впервые были проведены соревнования в параллельном слаломе, а очки набранные в этой дисциплине шли в Общий зачёт Кубка мира, в зачёт в слаломных дисциплин, а также в малый зачёт слалома (Параллельный слалом + слалом);
- В сезоне 1996-97 в программу соревнований был включён сноуборд-кросс и супергигантский слалом. Стал разыгрываться «Малый хрустальный глобус» в сноуборд-кроссе, а также очки, набранные в этой дисциплине шли в Общий Зачёт Кубка мира. Очки, набранные в супергиганте, шли в малый зачёт гигантского слалома и в Общий зачёт Кубка мира;
- В сезоне 1997-98 впервые были проведены соревнования в параллельном гигантском слаломе, а очки набранные в этой дисциплине шли в Общий зачёт Кубка мира, в зачёт в слаломных дисциплин, а также в малый зачёт гигантского слалома (Параллельный гигантский слалом + гигантский слалом + супергигант);
- С сезона 1999—2000 малый зачёт Кубка мира в гигантском слаломе был разделён на два зачёта: Общий зачёт Кубка мира в Параллельном гигантском слаломе и Общий Зачёт в Гигантском слаломе. Были исключены соревнования в слаломе, а также отменён Зачёт Кубка мира в слаломе, а очки, набранный в параллельном слаломе шли в Общий Зачёт Кубка мира и в зачёт в Параллельном гигантском слаломе;
- В сезоне 2001-02 впервые были проведены соревнования в биг-эйре у мужчин, вручены «Малые хрустальные глобусы» в параллельном слаломе и биг-эйре (у мужчин);
- В сезоне 2002-03 были исключены соревнования в гигантском слаломе. Среди мужчин и женщин было разыграно: «Большой Хрустальный глобус» в Общем Зачёте Кубка мира, «Малые Хрустальные глобусы» в дисциплинах: хафпайп, сноуборд-кросс, параллельные виды (параллельный слалом + параллельный гигантский слалом), а также среди мужчин в биг-эйре;
- В сезоне 2004-05 «Большой хрустальный глобус» в Общем Зачёте Кубка мира не разыгрывался, а разыгрывался во всех дисциплинах отдельно. У мужчин: в хафпайпе, в сноуборд-кроссе, в параллельных видах (параллельный слалом + параллельный гигантский слалом) и биг-эйре. У женщин: в хафпайпе, в сноуборд-кроссе и в параллельных видах (параллельный слалом + параллельный гигантский слалом);
- С сезона 2005-06 (по сезон 2009-10) был возвращён «Большой хрустальный глобус» в Общем Зачёте Кубка мира. А Кубку мира, разыгрываемые в дисциплинах отдельно стали вновь называться «Малыми Хрустальными глобусами». Они были разыграны в дисциплинах: хафпайп, сноуборд-кросс, параллельные виды (параллельный слалом + параллельный гигантский слалом), а также среди мужчин в биг-эйре;
- С сезона 2010—2011, по решению FIS, было создано 2 Общих Зачёта Кубка мира: в технических дисциплинах (сноуборд-кросс, параллельный слалом, параллельный гигантский слалом) — ASP и в акробатических дисциплинах (фристайл: хафпайп, биг-эйр, слоупстайл (с 2012 года)) — AFU. Впервые были проведены соревнования в слоупстайле, а среди женщин в биг-эйре;
- В сезоне 2011—2012 соревнования в биг-эйре среди женщин не проводились, но впервые были проведены командные гонки в сноуборд-кроссе (команда из 2 человек). Были вручёны «Малые Хрустальные глобусы» в слоупстайле. У женщин в зачёт «Малого Хрустального глобуса» идут очки, набранные в слоупстайле и биг-эйре;
- С сезона 2012—2013 введён Общий зачёт Кубка мира в сноуборд-кроссе, Общий Зачёт Кубка мира в параллельных видах и отменён Зачёт Кубка мира ASP.

С сезона 2012—2013 существует 3 общих зачёта Кубка мира
- Общий зачёт Кубка мира в сноуборд-кроссе;
- Общий зачёт Кубка мира в параллельных дисциплинах (параллельный слалом + параллельный гигантский слалом);
- Общий зачёт Кубка мира в акробатических дисциплинах — AFU (хафпайп, слоупстайл, биг-эйр)

## Призёры зачёта Кубка мира в акробатических дисциплинах (AFU)
В скобках указано который по счёту Кубок мира выиграл сноубордист.

### Мужчины
| Сезон   | Золото               | Серебро             | Бронза         |
| ------- | -------------------- | ------------------- | -------------- |
| 2010/11 | Натан Джонстон       | Клеменс Шаттшнойдер | Рё Аоно        |
| 2011/12 | Янне Корпи           | Дими де Йонг        | Петя Пийронен  |
| 2012/13 | Янне Корпи (2)       | Скотти Лаго         | Чжан Ивэй      |
| 2013/14 | Монс Хедберг         | Петя Пийронен       | Скотти Джеймс  |
| 2014/15 | Янне Корпи (3)       | Петя Пийронен       | Тэйлор Голд    |
| 2014/15 | Янне Корпи (3)       | Петя Пийронен       | Чжан Ивэй      |
| 2015/16 | Рё Аоно              | Крис Корнинг        | Макс Парро     |
| 2016/17 | Марк Макморрис       | Макс Парро          | Сеппе Смитс    |
| 2017/18 | Крис Корнинг         | Юто Тоцука          | Аюму Хирано    |
| 2018/19 | Крис Корнинг (2)     | Такэру Оцука        | Юто Тоцука     |
| 2019/20 | Скотти Джеймс        | Юто Тоцука          | Крис Корнинг   |
| 2020/21 | Маркус Клевеланн     | Юто Тоцука          | Лиам Брерли    |
| 2021/22 | Монс Рёйсланн        | Тиарн Коллинз       | Аюму Хирано    |
| 2022/23 | Валентино Гузели     | Дасти Хенриксен     | Тайга Хасэгава |
| 2023/24 | Валентино Гузели (2) | Рёма Кимата         | Рука Хирано    |
| 2024/25 | Тайга Хасэгава       | Рука Хирано         | Юто Тоцука     |

### Женщины
| Сезон   | Золото            | Серебро           | Бронза               |
| ------- | ----------------- | ----------------- | -------------------- |
| 2010/11 | Цай Сюэтун        | Холли Кроуфорд    | Сунь Чжифэн          |
| 2011/12 | Цай Сюэтун (2)    | Керальт Кастельет | Эмма Бернар          |
| 2012/13 | Келли Кларк       | Лю Цзяюй          | Софи Родригес        |
| 2013/14 | Шарка Панчохова   | Келли Кларк       | Шерил Мас            |
| 2014/15 | Шерил Мас         | Клаудия Медлова   | Келли Кларк          |
| 2015/16 | Джейми Андерсон   | Цай Сюэтун        | Кэти Ормерод         |
| 2016/17 | Анна Гассер       | Джейми Андерсон   | Джулия Марино        |
| 2017/18 | Мияби Оницука     | Хлоя Ким          | Лю Цзяюй             |
| 2018/19 | Мияби Оницука (2) | Рэйра Ивабути     | Цай Сюэтун           |
| 2019/20 | Цай Сюэтун (3)    | Кэти Ормерод      | Рэйра Ивабути        |
| 2020/21 | Анна Гассер (2)   | Кокомо Мурасэ     | Хлоя Ким             |
| 2021/22 | Кокомо Мурасэ     | Анна Гассер       | Джасмин Берд         |
| 2022/23 | Мицуки Оно        | Джулия Марино     | Рэйра Ивабути        |
| 2023/24 | Кокомо Мурасэ (2) | Мицуки Оно        | Рэйра Ивабути        |
| 2024/25 | Миа Брукс         | Мари Фукада       | Зои Садовски-Синнотт |

## Призёры зачёта Кубка мира в параллельных дисциплинах (PAR)
В скобках указано который по счёту Кубок мира выиграл сноубордист.

### Мужчины
| Сезон   | Золото                 | Серебро            | Бронза               |
| ------- | ---------------------- | ------------------ | -------------------- |
| 1994/95 | Майк Якоби             | Матиас Бехоунек    | Райнер Круг          |
| 1999/00 | Матьё Боццетто         | Николя Юэ          | Феликс Штадлер       |
| 2001/02 | Матьё Боццетто (2)     | Деян Кошир         | Феликс Штадлер       |
| 2002/03 | Матьё Боццетто (3)     | Деян Кошир         | Маркус Эбнер         |
| 2003/04 | Зигфрид Грабнер        | Матьё Боццетто     | Урс Эйселин          |
| 2004/05 | Филипп Шох             | Урс Эйселин        | Зигфрид Грабнер      |
| 2005/06 | Симон Шох              | Филипп Шох         | Хайнц Иннигер        |
| 2006/07 | Симон Шох (2)          | Зигфрид Грабнер    | Рок Фландер          |
| 2007/08 | Бенджамин Карл         | Матьё Боццетто     | Андреас Проммеггер   |
| 2008/09 | Зигфрид Грабнер (2)    | Бенджамин Карл     | Джейси-Джей Андерсон |
| 2009/10 | Бенджамин Карл (2)     | Андреас Проммеггер | Джейси-Джей Андерсон |
| 2010/11 | Бенджамин Карл (3)     | Андреас Проммеггер | Роланд Фишналлер     |
| 2011/12 | Андреас Проммеггер     | Роланд Фишналлер   | Бенджамин Карл       |
| 2012/13 | Андреас Проммеггер (2) | Роланд Фишналлер   | Жан Кошир            |
| 2013/14 | Лукас Матис            | Сильвен Дюфур      | Жан Кошир            |
| 2014/15 | Жан Кошир              | Роланд Фишналлер   | Джастин Рейтер       |
| 2015/16 | Радослав Янков         | Роланд Фишналлер   | Андрей Соболев       |
| 2016/17 | Андреас Проммеггер (3) | Радослав Янков     | Бенджамин Карл       |
| 2017/18 | Невин Гальмарини       | Роланд Фишналлер   | Эдвин Коратти        |
| 2018/19 | Андрей Соболев         | Тим Мастнак        | Роланд Фишналлер     |
| 2019/20 | Роланд Фишналлер       | Штефан Баумайстер  | Дмитрий Логинов      |
| 2020/21 | Аарон Марч             | Андреас Проммеггер | Дмитрий Логинов      |
| 2021/22 | Ли Сан Хо              | Штефан Баумайстер  | Эдвин Коратти        |
| 2022/23 | Фабиан Обман           | Маурицио Бормолини | Андреас Проммеггер   |
| 2023/24 | Бенджамин Карл (4)     | Андреас Проммеггер | Маурицио Бормолини   |
| 2024/25 | Маурицио Бормолини     | Андреас Проммеггер | Даниэле Багоцца      |

### Женщины
| Сезон   | Золото                   | Серебро              | Бронза               |
| ------- | ------------------------ | -------------------- | -------------------- |
| 1994-95 | Марион Пош               | Хайди Ренот          | Марселла Бурма       |
| 1999-00 | Изабель Блан             | Мануэла Риглер       | Карин Рюби           |
| 2001-02 | Урсула Брюин             | Николин Сауэрбрей    | Изабель Блан         |
| 2002-03 | Урсула Брюин (2)         | Николин Сауэрбрей    | Хайди Ренот          |
| 2003-04 | Даниела Мойли            | Урсула Брюин         | Жюли Помагальски     |
| 2004-05 | Даниела Мойли (2)        | Урсула Брюин         | Дорис Гюнтер         |
| 2005-06 | Даниела Мойли (3)        | Жюли Помагальски     | Урсула Брюин         |
| 2006-07 | Дорезия Крингс           | Хайди Нойрурер       | Френци Мегерт-Коли   |
| 2007-08 | Николин Сауэрбрей        | Хайди Нойрурер       | Клаудия Риглер       |
| 2008-09 | Амели Кобер              | Дорис Гюнтер         | Томока Такэути       |
| 2009-10 | Николин Сауэрбрей (2)    | Дорис Гюнтер         | Френци Мегерт-Коли   |
| 2010/11 | Екатерина Тудегешева     | Френци Мегерт-Коли   | Марион Крайнер       |
| 2011/12 | Патриция Куммер          | Амели Кобер          | Юлия Дуймовиц        |
| 2012/13 | Патриция Куммер (2)      | Марион Крайнер       | Каролин Кальве       |
| 2013/14 | Патриция Куммер (3)      | Эстер Ледецкая       | Юлия Дуймовиц        |
| 2014/15 | Жюли Цогг                | Марион Крайнер       | Эстер Ледецкая       |
| 2015/16 | Эстер Ледецкая           | Екатерина Тудегешева | Патриция Куммер      |
| 2016/17 | Эстер Ледецкая (2)       | Алёна Заварзина      | Патриция Куммер      |
| 2017/18 | Эстер Ледецкая (3)       | Селина Йёрг          | Рамона Т. Хофмайстер |
| 2018/19 | Эстер Ледецкая (4)       | Селина Йёрг          | Сабин Шёффман        |
| 2019/20 | Рамона Т. Хофмайстер     | Жюли Цогг            | Селина Йёрг          |
| 2020/21 | Рамона Т. Хофмайстер (2) | София Надыршина      | Жюли Цогг            |
| 2021/22 | Рамона Т. Хофмайстер (3) | Жюли Цогг            | Даниэла Ульбинг      |
| 2022/23 | Жюли Цогг (2)            | Рамона Т. Хофмайстер | Сабин Шёффман        |
| 2023/24 | Рамона Т. Хофмайстер (4) | Цубаки Мики          | Сабин Шёффман        |
| 2024/25 | Цубаки Мики              | Рамона Т. Хофмайстер | Сабин Шёффман        |

## Призёры зачёта Кубка мира в сноуборд-кроссе
В скобках указано который по счёту Кубок мира выиграл сноубордист.

### Мужчины
| Сезон   | Золото                   | Серебро              | Бронза              |
| ------- | ------------------------ | -------------------- | ------------------- |
| 1996/97 | Эльмар Месснер           | Алекс Воят           | Рихард Рикардссон   |
| 1997/98 | Александер Коллер        | Даниэль Бивесон      | Дрю Нилсон          |
| 1998/99 | Сильвен Дюкло            | Магнус Стернер       | Бен Уэйнрайт        |
| 1999/00 | Понтус Столькло          | Гийом Нантермо       | Зек Стеггалл        |
| 2000/01 | Понтус Столькло (2)      | Джейси-Джей Андерсон | Александер Майер    |
| 2001/02 | Джейси-Джей Андерсон     | Дрю Нилсон           | Эмерик Мермо        |
| 2002/03 | Ксавье де Ле Рю          | Джейси-Джей Андерсон | Микаэль Давид       |
| 2003/04 | Ксавье де Ле Рю (2)      | Симоне Малуза        | Дрю Нилсон          |
| 2004/05 | Ксавье де Ле Рю (3)      | Джейси-Джей Андерсон | Нэйт Холланд        |
| 2005/06 | Джейси-Джей Андерсон (2) | Дрю Нилсон           | Ксавье де Ле Рю     |
| 2006/07 | Дрю Нилсон               | Нэйт Холланд         | Пьер Вольтье        |
| 2007/08 | Пьер Вольтье             | Стиан Сивертцен      | Марио Фухс          |
| 2008/09 | Маркус Шайрер            | Сет Уэскотт          | Ник Баумгартнер     |
| 2009/10 | Пьер Вольтье (2)         | Алекс Пуллин         | Грэм Ватанабе       |
| 2010/11 | Алекс Пуллин             | Пьер Вольтье         | Джонатан Чивер      |
| 2011/12 | Пьер Вольтье (3)         | Андрей Болдыков      | Нэйт Холланд        |
| 2012/13 | Алекс Пуллин (2)         | Маркус Шайрер        | Омар Визинтин       |
| 2013/14 | Омар Визинтин            | Пауль Берг           | Кристофер Робанске  |
| 2014/15 | Лукас Эгибар             | Алекс Пуллин         | Николай Олюнин      |
| 2015/16 | Пьер Вольтье (4)         | Алессандро Хеммерле  | Лукас Эгибар        |
| 2016/17 | Пьер Вольтье (5)         | Омар Визинтин        | Алессандро Хеммерле |
| 2017/18 | Пьер Вольтье (6)         | Алессандро Хеммерле  | Алекс Пуллин        |
| 2018/19 | Алессандро Хеммерле      | Омар Визинтин        | Мартин Нёрль        |
| 2019/20 | Алессандро Хеммерле (2)  | Лоренцо Соммарива    | Омар Визинтин       |
| 2020/21 | Алессандро Хеммерле (3)  | Элиот Гронден        | Мерлен Сюрже        |
| 2021/22 | Мартин Нёрль             | Алессандро Хеммерле  | Якоб Дусек          |
| 2022/23 | Мартин Нёрль (2)         | Лукас Эгибар         | Элиот Гронден       |
| 2023/24 | Элиот Гронден            | Алессандро Хеммерле  | Кэмерон Болтон      |
| 2024/25 | Элиот Гронден (2)        | Лоан Боццоло         | Якоб Дусек          |

### Женщины
| Сезон   | Золото                 | Серебро            | Бронза             |
| ------- | ---------------------- | ------------------ | ------------------ |
| 1996/97 | Карин Рюби             | Мануэла Риглер     | Сондра ван Эрт     |
| 1997/98 | Урсула Фингерлос       | Мануэла Риглер     | Николин Сауэрбрей  |
| 1998/99 | Урсула Фингерлос (2)   | Мануэла Риглер     | София Бергдаль     |
| 1999/00 | Сандра Фарманд         | Кармен Раниглер    | Мануэла Риглер     |
| 2000/01 | Карин Рюби (2)         | Сандра Фарманд     | Мари Лессю         |
| 2001/02 | Дорезия Крингс         | Мари Лессю         | Урсула Фингерлос   |
| 2002/03 | Карин Рюби (3)         | Оливия Нобс        | Дебора Антоньо     |
| 2003/04 | Карин Рюби (4)         | Жюли Помагальски   | Линдси Джекобеллис |
| 2004/05 | Дорезия Крингс (2)     | Дебора Антоньо     | Кармен Раниглер    |
| 2005/06 | Доминик Мальте         | Маэль Рикер        | Дорезия Крингс     |
| 2006/07 | Линдси Джекобеллис     | Таня Фриден        | Маэль Рикер        |
| 2007/08 | Маэль Рикер            | Линдси Джекобеллис | Мелли Франкон      |
| 2008/09 | Линдси Джекобеллис (2) | Маэль Рикер        | Сандра Фрай        |
| 2009/10 | Маэль Рикер (2)        | Хелене Олафсен     | Доминик Мальте     |
| 2010/11 | Доминик Мальте (2)     | Александра Жекова  | Линдси Джекобеллис |
| 2011/12 | Доминик Мальте (3)     | Маэль Рикер        | Александра Жекова  |
| 2012/13 | Доминик Мальте (4)     | Нелли Моенн-Локкоз | Микела Мойоли      |
| 2013/14 | Доминик Мальте (5)     | Линдси Джекобеллис | Александра Жекова  |
| 2014/15 | Нелли Моенн-Локкоз     | Доминик Мальте     | Микела Мойоли      |
| 2015/16 | Микела Мойоли          | Ева Самкова        | Белль Брокхофф     |
| 2016/17 | Ева Самкова            | Микела Мойоли      | Белль Брокхофф     |
| 2017/18 | Микела Мойоли (2)      | Хлоя Треспёш       | Нелли Моенн-Локкоз |
| 2018/19 | Ева Самкова (2)        | Линдси Джекобеллис | Микела Мойоли      |
| 2019/20 | Микела Мойоли (3)      | Белль Брокхофф     | Хлоя Треспёш       |
| 2020/21 | Ева Самкова (3)        | Микела Мойоли      | Файе Гулини        |
| 2021/22 | Шарлотта Бэнкс         | Микела Мойоли      | Хлоя Треспёш       |
| 2022/23 | Шарлотта Бэнкс (2)     | Хлоя Треспёш       | Джози Бафф         |
| 2023/24 | Хлоя Треспёш           | Шарлотта Бэнкс     | Микела Мойоли      |
| 2024/25 | Леа Каста              | Шарлотта Бэнкс     | Жюлия Перейра      |